# Paraxelpa monstrosa
Paraxelpa monstrosa är en insektsart som beskrevs av Sjöstedt 1932. Paraxelpa monstrosa ingår i släktet Paraxelpa och familjen torngräshoppor. Inga underarter finns listade i Catalogue of Life.